# Poul Nielson
Pour les articles homonymes, voir Nielson.
Poul Nielson, né le 11 avril 1943 à Copenhague, est un homme politique danois membre du parti des Sociaux-démocrates (SD).
Il est ministre de l'Énergie du Danemark entre 1979 et 1982, puis ministre de la Coopération pour le développement entre 1994 et 1999. Cette année-là, il est devenu commissaire européen pour le développement et l'aide humanitaire, poste qu'il occupe jusqu'en 2004.

## Éléments personnels

### Formation et carrière
Il achève ses études secondaires en 1963, et obtient neuf ans plus tard un diplôme de science politique à l'université d'Aarhus. Il entre alors au ministère des Affaires étrangères du Danemark, où il travaille entre 1974 et 1979, puis de 1984 à 1985. Cette année-là, il devient conseiller à l'institut de formation au management de l'école danoise d'administration pour un an. Par la suite, il intègre diverses entreprises danoises, que ce soit à des postes de directeur ou au sein des conseils d'administration.

### Famille
Il est marié depuis 1967 à Anne-Marie Nielson. Le couple a trois enfants et six petits-enfants.

## Carrière politique

### Les débuts: député et ministre
Élu président du comité des Affaires étrangères des Sociaux-démocrates (SD) en 1965, il prend l'année suivante la tête du Frit Forum, l'organisation des étudiants du parti. Il est élu député au Folketing en 1971, mais perd son mandat deux ans plus tard. Il le retrouve en 1977, et est porté à la présidence de la commission parlementaire du Commerce et de l'Industrie en 1979. Le 26 octobre de cette année-là, il devient ministre de l'Énergie dans le gouvernement minoritaire d'Anker Jørgensen.

### Dans l'opposition
À la suite de la formation d'une coalition de centre droit dirigée par Poul Schlüter, il est contraint de renoncer à son portefeuille le 10 septembre 1982. En 1984, cinq ans après avoir renoncé à la présidence du comité des Affaires étrangères de la SD, il prend la direction de celui chargé de la Politique énergétique, et la conserve dix ans.

### Le retour au pouvoir et la Commission européenne
Bien que le centre gauche revienne au pouvoir en 1993, Poul Nielson doit attendre le 27 septembre 1994 pour faire son retour au gouvernement, cette fois au poste de ministre de la Coopération pour le développement. Il occupe ce poste durant cinq ans, avant d'être désigné comme commissaire européen par le gouvernement danois. Le 16 septembre 1999, il obtient le portefeuille de la Coopération et de l'Aide humanitaire dans le collège formé par Romano Prodi.

### Fin de carrière
Son mandat prend fin le 31 octobre 2004, et il continue de gérer les affaires courantes jusqu'à l'investiture d'une nouvelle équipe, qui a lieu le 22 novembre. Il quitte alors l'exécutif européen, l'arrivée au pouvoir d'une coalition de centre droit au Danemark en 2001 ayant réduit à néant toutes ses chances d'être reconduit pour un second mandat.